# 卡奇馬里 (亞沃里夫區)
49°54′9″N 23°37′26″E / 49.90250°N 23.62389°E
卡奇馬里（烏克蘭語：Качмарі），是烏克蘭的村落，位於該國西部利沃夫州，由亞沃里夫區負責管轄，始建於1399年，面積5.07平方公里，海拔高度299米，2001年人口94，人口密度每平方公里18.54人。